# Lam Yee Man
Lam Yee Man（ラム・イー・マン、中: 林二汶）は、香港の歌手、音楽家。
日本ではサントリー烏龍茶のCMのテーマソング、上海ブギウギを歌ったことで知られている。上海ブギウギは日本でもアルバムのなかに収録されている。　
| スタブアイコン | サブスタブ | この項目は、まだ閲覧者の調べものの参照としては役立たない、歌手に関連した書きかけの項目です。この項目を加筆・訂正などしてくださる協力者を求めています（P:音楽/PJ:芸能人）。 |